# Infinitezimala
Infinitezimála ali infinitezimálno majhna količina je v matematiki oznaka za količino, ki je po absolutni vrednosti zelo majhna, vendar ni enaka 0. Beseda infinitezimala dobesedno pomeni neskončnotinka, tj. ena ulomljeno z neskončno. Drugo ime za tako količino je diferencialno majhna količina.
Gottfried Wilhelm Leibniz je postavil infinitezimale za temelj infinitezimalnega računa. Pri tem je definiral infinitezimalno majhno količino kot število, ki je po absolutni vrednosti manjše od kateregakoli pozitivnega realnega števila, vendar pa vseeno večje od nič. 
Leibniz je vpeljal označevanje infinitezimal s črko d pred imenom količine. Tako dx pomeni infinitezimalno majhno količino v smeri osi x, dy pa v smeri osi y. Pri takih oznakah se lahko zapiše odvod funkcije kot:
{\displaystyle f'(x)={\frac {\mathrm {d} y}{\mathrm {d} x}}\!\,.}
Oznaka dx nastopa tudi v zapisu določenega integrala. Določeni integral namreč predstavlja vsoto (integralski znak ʃ je črka S = suma) ploščin trakov z višino f(x) in z infinitezimalno majhno širino dx:
{\displaystyle p=\int _{a}^{b}f(x)\,\mathrm {d} x\!\,.}